# Хелмінко
Хелмінко (пол. Chełminko) — село в Польщі, у гміні Душники Шамотульського повіту Великопольського воєводства.
Населення — 180 осіб (2011).
У 1975-1998 роках село належало до Познанського воєводства.

## Демографія
Демографічна структура станом на 31 березня 2011 року:
|          | Загалом | Допрацездатний вік | Працездатний вік | Постпрацездатний вік |
| -------- | ------- | ------------------ | ---------------- | -------------------- |
| Чоловіки | 100     | 18                 | 76               | 6                    |
| Жінки    | 80      | 15                 | 52               | 13                   |
| Разом    | 180     | 33                 | 128              | 19                   |